# Mariene ecoregio Virginia
De Mariene ecoregio Virginia (41) (Engels: Virginian marine ecoregion) is een biogeografische regio en ligt in het westen van de Atlantische Oceaan in de Mariene provincie Koude Gematigde Noordwestelijke Atlantische Oceaan (5) in het Marien rijk Gematigde Noordelijke Atlantische Oceaan. De mariene ecoregio is vastgesteld door het World Wide Fund for Nature en The Nature Conservancy en is vernoemd naar Virginia.
In het noordoosten grenst het gebied aan de mariene ecoregio Golf van Maine/Fundybaai (40) en in het zuiden aan de mariene ecoregio Carolina's (42).

## Geografie
De mariene ecoregio ligt in het westen van de Atlantische Oceaan voor de oostkust van de Verenigde Staten met de staten Massachusetts, Rhode Island, Connecticut, New York, New Jersey, Delaware, Maryland, Virginia en North Carolina. Het gebied strekt zich uit van de oostkust van schiereiland Cape Cod tot aan Swansboro bij Jacksonville (North Carolina). Het omvat onder andere de Long Island Sound, de Upper New York Bay, Lower New York Bay, Delaware Bay, Chesapeake Bay, Albemarle Sound en Pamlico Sound.
Door het gebied stroomt de Golfstroom, onderdeel van de Noord-Atlantische gyre, en langs de kust de verlengde Labradorstroom.

## Biogeografie
Het gebied kent zeeleven dat houdt van gematigde temperaturen.